# Brihaspa
Brihaspa là một chi bướm đêm thuộc họ Crambidae.

## Các loài
- Brihaspa abacodes Meyrick, 1933
- Brihaspa atrostigmella Moore, 1867
- Brihaspa autocratica Meyrick, 1933
- Brihaspa catoxodes
- Brihaspa chrysostomus Zeller, 1852
- Brihaspa frontalis (Walker, 1866)
- Brihaspa nigricostella
- Brihaspa nigropunctella Pagenstecher, 1893
- Brihaspa pentamita
- Brihaspa sinensis
- Brihaspa tinctalis